# Stazione di Reggio Calabria Archi
La stazione di Reggio Calabria Archi è una fermata ferroviaria situata nel quartiere Archi della città di Reggio Calabria, lungo la linea Battipaglia–Reggio Calabria, nel tratto terminale della cosiddetta Tirrenica Meridionale.

## Storia
La stazione di Archi è stata aperta come fermata secondaria a servizio del quartiere nord-occidentale della città.
La data esatta di apertura non è disponibile, però si sa l'anno, cioè 1913, probabilmente inaugurata in concomitanza con l’urbanizzazione post-maremoto di Archi.
L’attuale fabbricato viaggiatori, molto semplice e funzionale, è in stile moderno e ridotto, ristrutturato negli anni 2000.

## Strutture e impianti
Il fabbricato viaggiatori è in disuso, senza biglietteria, servizi igienici o sala d’attesa.
La fermata dispone di 2 binari per il servizio viaggiatori. Le banchine laterali sono collegate tra di loro da un sottopassaggio pedonale, inoltre è presente un monitor per fornire informazioni ai passeggeri.

## Movimento
La fermata è servita dai treni del servizio ferroviario suburbano di Reggio Calabria:
- Ale 501 Minuetto
- ETR 104 Pop
- Alcune Littorine Ale 668.1200